# Emanuel Nobel
Emanuel Nobel (10 juin 1859-31 mai 1932), est un membre de la famille Nobel, fils de Ludvig Nobel et de sa première femme, Mina Ahlsell Nobel. Il était le neveu d'Alfred Nobel, petit-fils d'Immanuel Nobel et descendant d'Olaus Rudbeck.

## Biographie
Après la mort de son père, en 1888, Emanuel se chargea de la direction de la compagnie pétrolière de la famille Nobel, Branobel, un empire pétrolier qui était basé à Bakou et l'une des plus grandes compagnies pétrolières de l'Europe, dont Emanuel avec ses frères et sœurs détenait la majorité du capital. Le frère d'Emanuel, Carl Nobel fut chargé de l'usine Ludvig Nobel de fabrication de moteurs (Machine-Building Factory Ludvig Nobel).

## Le collectionneur
Comme son père, Emanuel Nobel était un collectionneur avide et la résidence de la famille Nobel à Saint-Pétersbourg, ainsi que leur propriété d'été, Kirjola, abritaient l'une des plus importantes collections d'œuvres de Fabergé et de travaux de peintres russes, après la collection impériale des Romanov. Une partie importante de la collection de Saint-Pétersbourg fut transférée ou préservée au moment de la Révolution de 1917. Les objets d'art présents dans la propriété de Kirjola furent quant à eux envoyés en Suède avant que celle-ci ne soit endommagée lors de la guerre d'Hiver entre l'Union soviétique et la Finlande, en 1940.

## Dernières années
L'éclosion de la Révolution russe força Emanuel à fuir la Russie pendant l'été 1918. Après la confiscation des biens de la famille Nobel, Emanuel s'éloigna progressivement des affaires de la famille. Il ne se maria jamais et décéda en 1932.